# Torigea plumosa
Torigea plumosa är en fjärilsart som beskrevs av John Henry Leech 1889. Torigea plumosa ingår i släktet Torigea och familjen tandspinnare. Inga underarter finns listade i Catalogue of Life.